# Агапит Печерски
Агапит Печерски (на руски: Агапит Печерский; роден около 1035 г. в Киев, починал на 1 юни 1095 г., Киев) е монах на Киевско-Печерска лавра, лечител, билкар, светия на Руска православна църква.

## Биография
Годината на раждане на Агапит е неизвестна. Той се присъединява към Киевско-Печерска лавра, докато Антони Печерски придобива славата като лечител. Следвайки примера на учителя си, Агапит се занимава с болните, лекувайки ги с билки. Агапит се счита за първия лекар в Киевска Рус. Заедно с един от основателите на Киевско-Печерската лавра, Теодосий Печерски, създава първата болница (по-късно на това място се намира църквата на Св. Николай) и убежище за интелектуални инвалиди. Той изцелява Владимир II. През пролетта на 1095 г. Агапит се разболява и умира на 1 юни 1095 година.